# Grimmia apocarpa
Grimmia apocarpa är en bladmossart som först beskrevs av Stirton, och fick sitt nu gällande namn av Hugh Neville Dixon 1923. Grimmia apocarpa ingår i släktet grimmior, och familjen Grimmiaceae. Inga underarter finns listade i Catalogue of Life.